# Bildhauerei in Gröden

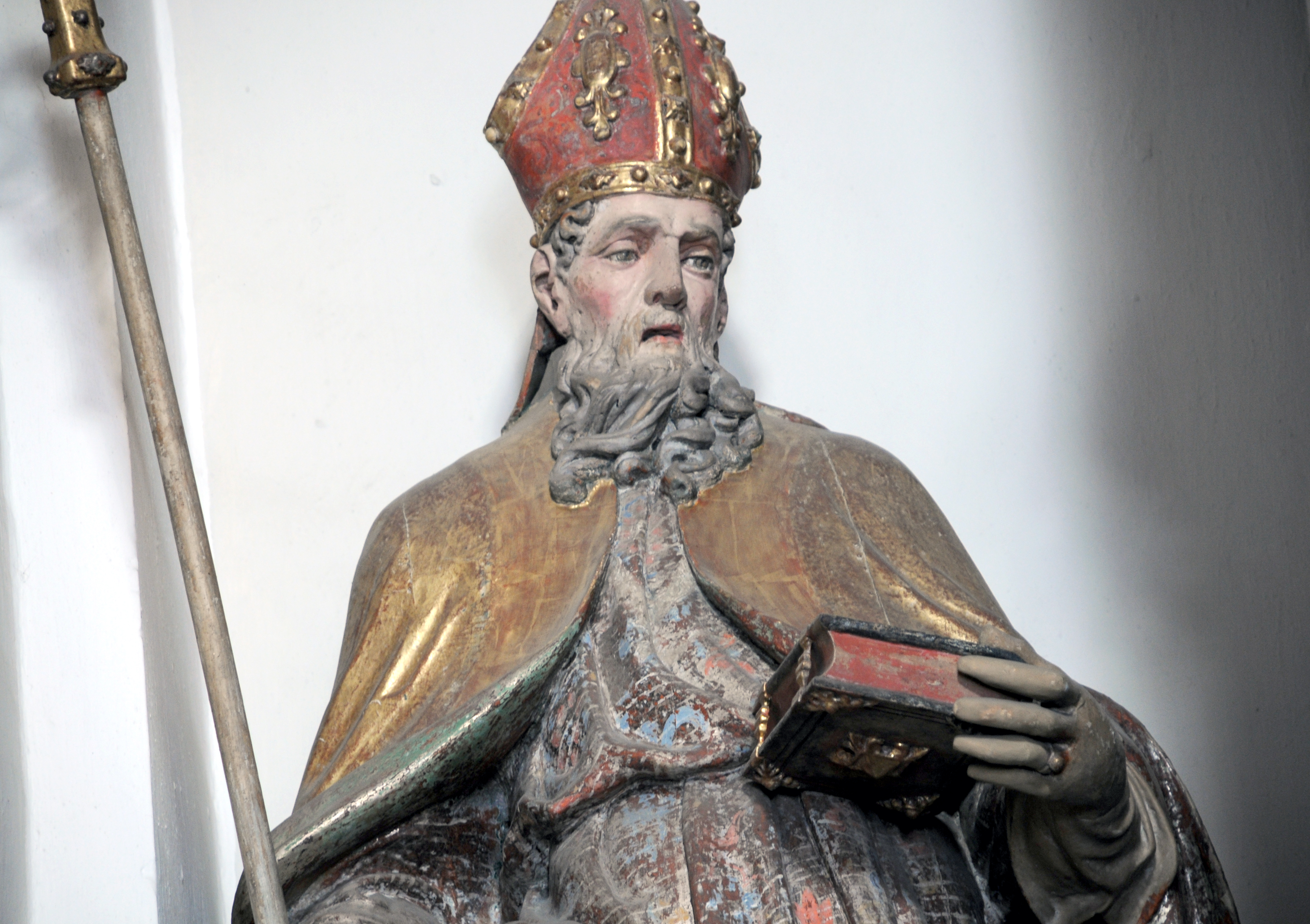
Der Heilige Rupert In der Antoniuskirche in St. Ulrich in Gröden signiert Johann Vinazer 1684

Die Bildhauerei in Gröden hat eine lange Tradition. Schon im 17. Jahrhundert entstanden in Gröden die ersten Bildhauerdynastien, darunter die Familie Trebinger. Der Stammvater Christian Trebinger wurde in Brixen ausgebildet.

## Geschichte
Ermöglicht wurde der Aufschwung der Holzschnitzerei im Gröden durch große Bestände an Arven. Noch im 16. Jahrhundert gab es im damals sehr dünn besiedelten und schwer zugänglichen Tal große Arvenwälder, deren Holz vor allem für die Bildhauerei genutzt wurde. Denn die meisten Grödner Statuen und auch kleinere Holzfiguren wurden aus diesem Holz geschnitzt.
Im Jahr 1700 gab es bereits über 50 Holzbildhauer, in der Mitte des 18. Jahrhunderts schon über 300. Bereits in dieser Zeit wurde die Grödener Holzschnitzkunst in ganz Europa, vor allem in den romanischen, katholisch gebliebenen Ländern, durch Wanderhandel vertrieben.
Zur bedeutendsten Künstlerdynastie zählt die Familie Vinazer, deren Mitglieder besonders als Medailleure in Böhmen und Wien und als Bildschnitzer in Toledo wirkten. Martin Vinazer war acht Jahre lang in Venedig und Rom zur Ausbildung.
Der Grödner Marcion Malsiner war in Venedig zwischen 1691 und 1714 als Bildhauer mit eigener Werkstatt als Marchiò Molziner tätig.
Franz Runggaldier-Nevaves schuf das barocke Kruzifix und die Darstellung des Leichnams Christi in der Pfarrkirche St. Ulrich in Gröden.
Die „Fronc“ genannten Künstler stammten wahrscheinlich aus der Werkstatt von Franz Grünewald-Nudrei in St. Ulrich, geboren 1667. Franz Grünewald besuchte sechs Jahre die Akademie in Wien. Er hinterließ mehrere Bildhauerwerke, darunter Kruzifixe, die noch in einigen Privathäusern Grödens vorhanden sind.
Der besonders in Frankreich bekannte und in Überwasser-St. Ulrich geborene Johann Dominik Mahlknecht ließ eine Madonna und vier Evangelisten in Gips für die Pfarrkirche in St. Ulrich in Gröden als Kopien seiner Werke anfertigen. An einem Brunnen auf dem Kirchplatz in St. Ulrich wurde eine Kopie in Bronze von Mahlknechts Terpsichore im Ferdinandeum in Innsbruck aufgestellt (Abbildung).
Ein weiterer Bildschnitzer, der ein hohes künstlerisches Niveau erreichte, war der akademische Bildhauer Peter Nocker-Sabedin; von ihm sind im Museum Gherdëina eine Statuette, einen Bischof darstellend, und in der Pfarrkirche St. Christina ein Letztes Abendmahl ausgestellt.
Um die Wende vom 19. zum 20. Jahrhundert entwickelte sich, auch dank vieler Verlegerfirmen und zahlreicher Werkstätten, die Herstellung von Kircheneinrichtungen, die in die ganze Welt exportiert wurden. Außer den Bildhauern waren in Gröden auch zahlreiche Fassmaler, Vergolder und Grundierer in vielen Werkstätten tätig. Eine der größten Malerwerkstätte war jene des Gadertalers Alois Kostner in St. Ulrich und die des Christian Delago.
Viele Grödner Holzschnitzer oder Holzschnitzerfamilien spezialisierten sich auf besondere Objekte wie z. B. Christusfiguren; daher rührt auch die Bezeichnung Herrgottschnitzer. Zu ihnen zählt auch Maria Senoner Fill.
In St. Ulrich waren viele Zeichner mit akademischer Ausbildung tätig, die die Projekte für die in Gröden erzeugten Holzaltäre erstellten.
Eine weitere Grödner Bildhauerdynastie ging besonders in St. Ulrich aus der Familie Moroder hervor.
In der Folge des Zweiten Vatikanischen Konzils ging die Nachfrage nach sakraler Kunst stark zurück.
Der Künstlerverband UNIKA bemüht sich seit 1994, die Holzschnitzkunst in Gröden aufrechtzuerhalten.

## Kunstschulen
Zahlreiche Grödner besuchten schon im 19. Jahrhundert die Akademien in München und Wien.
Jakob Sotriffer-Plajes besuchte die Akademie in Wien und war dann im Kunstunterricht in St. Ulrich in der ersten, 1825 im Haus „Steifl“ entstandenen Zeichenschule tätig.
Der akademische Bildhauer Ferdinand Demetz-Furdenan, Großvater von Luis Trenker, errichtete in St. Ulrich eine größere Werkstatt, die von der Regierung in Wien auch als Kunstschule anerkannt wurde.
In den Grödner Werkstätten wurden auch viele Bildhauer meist aus den ladinischen Tälern, aber auch aus den verschiedenen Talschaften Tirols wie Josef Bachlechner aus Bruneck, Valentin Gallmetzer aus Obereggen und Josef Schieder aus Klausen ausgebildet.

## Gröden und die Akademie der Bildenden Künste München
Zahlreiche Künstler aus Gröden bzw. Südtirol haben im 19. und frühen 20. Jahrhundert an der Akademie der Bildenden Künste München studiert.
Diese relativ hohe Anzahl akademischer Künstler aus einem Bergtal ermöglichte den qualitativen Aufschwung des Grödner Holzkunstgewerbes am Ende des 19. Jahrhunderts.
Der gemeinsame Bezugspunkt der Münchner Akademie ermöglicht einen Einblick und eine genauere Untersuchung der bis heute wenig erforschten Geschichte und Stilentwicklung der Grödner Holzschnitzerei.
In der folgenden Liste sind jeweils das Eintrittsdatum, der Herkunftsort, der Stand der Eltern, das Alter, das Fach und die Matrikelnummer angegeben:
- Johann Burgauner, Eintritt: 4. April 1845 aus Kastelreuth, Vater Bäckermeister, 30 Jahre, Fach Malerei, erhielt am 15. November 1845 die Matrikel-Nr. 330
- Joseph Anton Mahlknecht, Eintritt: 16. November 1850 aus Überwasser-St. Ulrich, wohnhaft zu Gröden in Tyrol, k.k. Landgerichts Castelruth, Vater Gutsbesitzer, 23 Jahre, Fach bei Einschreibung: Malerei
- Franz Prinoth, Eintritt: 19. November 1850, Matrikel-Nr. 851
- Vincenz Runggaldier, Eintritt: 18. Mai 1861 aus Svöden, Vater Handelsmann, 23 Jahre, Antikenklasse, Matrikel-Nr. 1774
- Franz Demetz, Eintritt: 30. Oktober 1862, 26 Jahre, Bildhauerklasse, Matrikel-Nr. 1880
- Ferdinand Demetz, Eintritt: 16. Dezember 1866, Vater Bildhauer, 24 Jahre, Bildhauerschule, Matrikel-Nr. 2295
- Johann Moroder, Eintritt: 4. November 1870, 26 Jahre, Vater Gutsbesitzer, Matrikel-Nr. 2613
- Leopold Moroder, Eintritt: 3. März 1876, Vater Gutsbesitzer, 25 Jahre, Matrikel-Nr. 03263
- Emil Terschak, Eintritt: 24. April 1876, Vater Componist, 18 Jahre, Antikenklasse, Matrikel-Nr. 3272
- Josef Moroder-Lusenberg, Eintritt: 21. Juni 1876, Vater Gutsbesitzer, 30 Jahre, Matrikel-Nr. 3303
- Franz Insam, Eintritt: 23. Oktober 1878 aus Skt. Christina in Tyrol, Vater Holzschnitzer, 25 Jahre, Bildhauerschule,
- Hans Perathoner, Eintritt: 18. Oktober 1897, 24 Jahre, Bildhauerschule v. Ruemann, Matrikel-Nr. 1742
- Valentin Gallmetzer (* 1870; † 1958)
- Robert Vittur, Eintritt: 30. Oktober 1907 aus St. Ulrich, Vater Kirchen-Dekorateur, 19 Jahre, Matrikel-Nr. 3392
- Guido Balsamo Stella, Eintritt: 18. Oktober 1909 aus Turin, Vater Kaufmann, 27 Jahre, Malschule v. Habermann, Matrikel-Nr. 3751
- Wilhelm Obletter, Eintritt: 3. Mai 1912 aus München, 21 Jahre, Zeichenschule B. Gundahl, Matrikel-Nr. 5069

## Werke

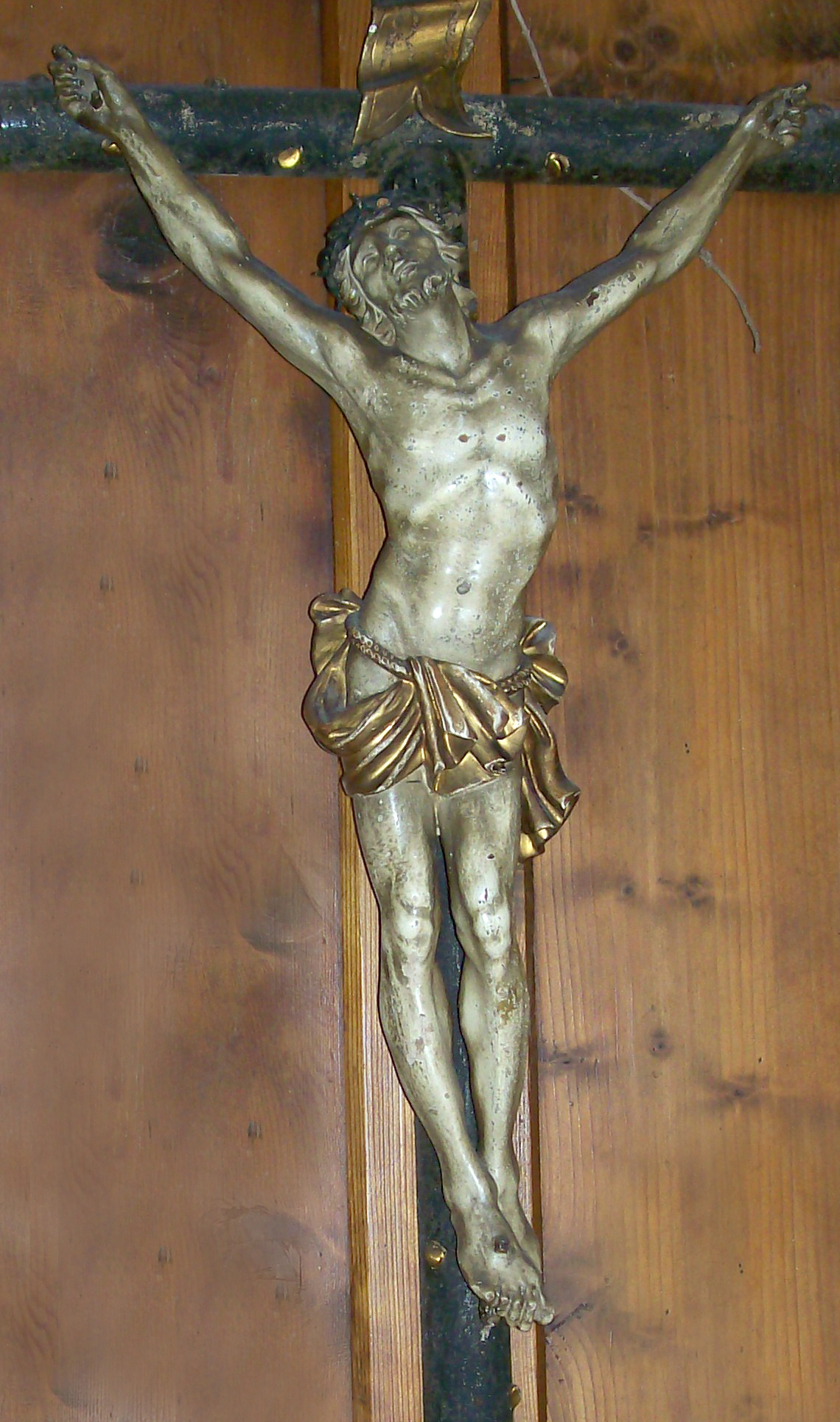
Kruzifix, Franz Grünwald-Nudrei zugeschrieben

Werke der Grödner Bildhauerei können unter anderem im Museum Gherdëina, in der Pfarrkirche von St. Ulrich, in der Pfarrkirche von St. Christina und im Friedhof St. Ulrich besichtigt werden.

## Kurzbiografien von Grödner Bildhauern (Auswahl)

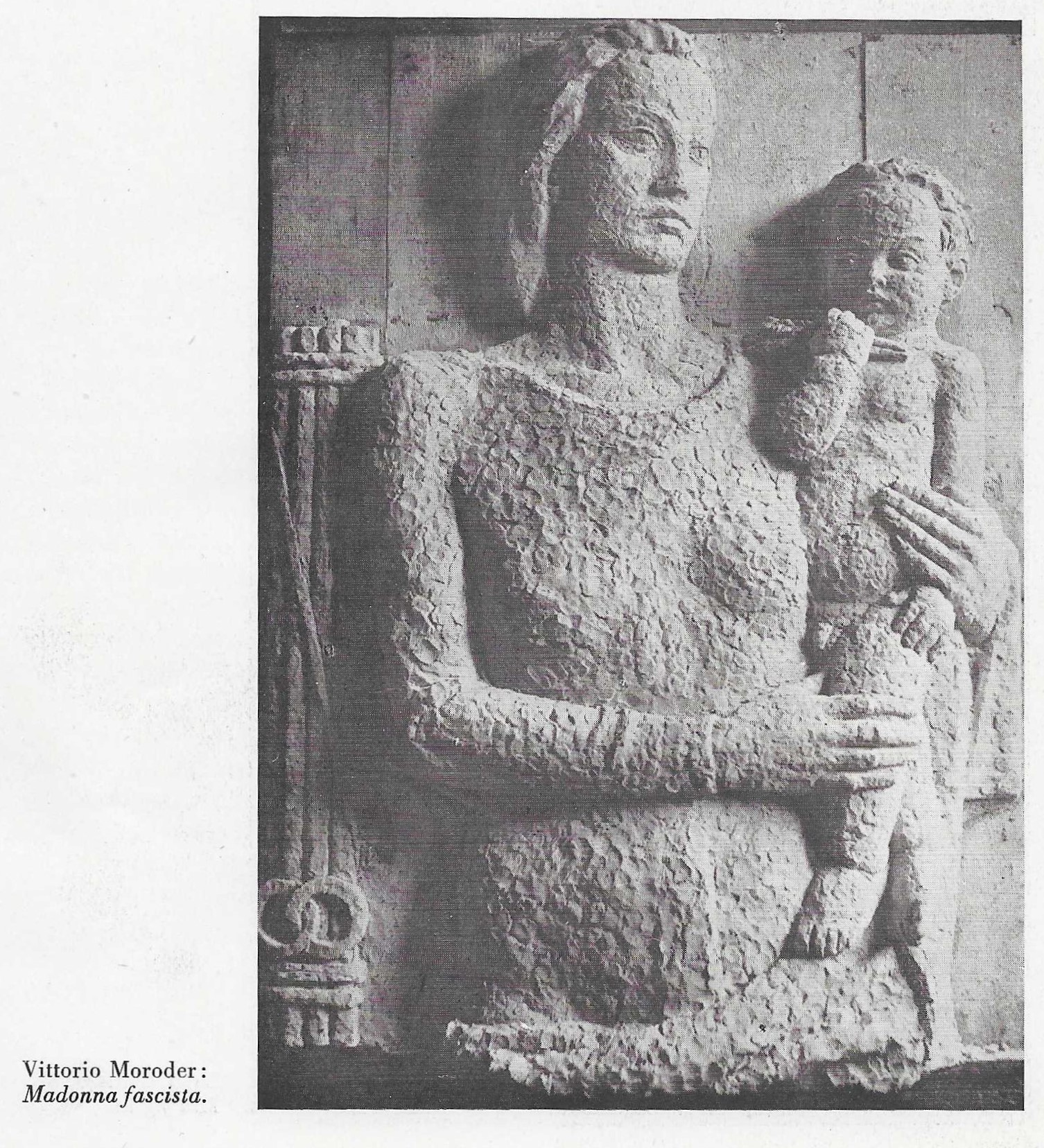
Viktor Moroder, Faschistische Madonna, 1940

- Sepl Mahlknecht-Rainèl (* 1864 † 1944), Schüler von August Runggaldier-Furdenan
- Vigil Dorigo (* 1866 in Corte-Buchenstein † 1958 in St. Ulrich), Schüler von Ferdinand Demetz – von ihm stammt der Schutzengel in der Pfarrkirche St. Ulrich – sein Schüler der Neffe Virgilio Prugger.
- Giacobe Mussner-Scizer (* 1866 in Wolkenstein † 1932 in St Ulrich), Schüler von Johann Dominik Demetz-Furdenan und des Josef Moroder-Lusenberg in der Kunstschule St. Ulrich. Er schuf die Andreas-Hofer-Statue im Sandwirt in St. Leonhard in Passeier. Mitbegründer der Kunstausstellung St. Ulrich.
- Michl Gaslitter (* 1870 in Seis am Schlern † 1932 in St. Ulrich), Mitarbeiter der Firma „Gebrüder Moroder“ in Offenburg.
- Levisc Antone Insam-Tavela (* 1870 in St. Christina † 1932 in St. Ulrich), Schüler von Alois Kostner-Stlujuc und Johann Baptist Moroder. Seine Schüler waren die Söhne Luis Insam-Tavella und Rudolf und viele andere. Eine Krippe von Levisc Antone Insam ist im Museum Gherdëina ausgestellt.
- Batista Moroder-Jumbierch
- Josef Kostner-Stlujuc (* 1870 † 1958) seine Schüler waren die Söhne Sepl Batista und Ludwig. Das Denkmal am Grab des Josef Runggaldier-Passua in St. Ulrich ist von ihm.
- Josef Höglinger (* 1871 in Putzleinsdorf † 1933 in St. Ulrich), Zeichner und Verzierungsbildhauer, Lehre in Ottensheim und Amberg Österreich und bei David Knottner (* 1857 † 1934). Er entwarf auch Altäre.
- Filip Noflaner (* 1871 in Villnöss † 1955 in St. Ulrich), Schüler von Ferdinand Demetz, unterrichtete seinen Sohn Franzl und viele Andere.
- Heinrich Kostner (da Stlujuc) (* 1872 † 1958), erlernte die Bildhauerei beim Vater Batista und unterrichtete die eigenen Kinder Heinrich, Hermann, Friedl, Emmerich und Oliva.
- Iocl Crepaz-Maidl
- Ludwig Moroder-Meune
- Marchiò Molziner
- Anselmo Obletter-Lip (* 1879 † 1950), Schüler von Sepl Obletter-Juaut und Franz Tavella. Sein Sohn Arnold war auch sein Schüler.
- Albino Pitscheider-Menza (* 1877 in St. Ulrich † 1962 in Wolkenstein).
- Tone Pitscheider-Menza (* 1879 † 1953), Schüler des Ferdinand Demetz, tätig in der Werkstatt des Sepl Ruggaldier-Paussua, wo er die Heilige Anna in der Pfarrkirche St. Ulrich schnitzte.
- Friedrich Moroder-Rico (* 1880 † 1937), Schüler des Vaters Josef Moroder-Lusenberg und des Bruders Batista. Seine Schüler waren die Söhne Bruno und Viktor.
- Giuani Piazza-Cudan (* 1880 in St. Ulrich † 1948 ebenda), Schüler von Josef Moroder Lusenberg, auf die Ästhetik seines Handwerkes sehr bedacht. In seiner Werkstatt lernten unter anderem auch die Söhne David und Luis.
- Sepl Pitscheider-Menza (* 1880 in St. Ulrich † 1952 ebenda), Schüler von Ferdinand Demetz. Sein Schüler war der Sohn Hubert.
- Gustl Runggaldier-Furdenan (August Runggaldier, * 1880 † 1940) Mitbegründer des Künstlerbundes Gröden 1920. 1922 bis 1933 Leiter der Kunstschule in Pinerolo (Piemont).
- Vijo Canins (* 1868 in Pedraces † 1946 St. Ulrich), war Schüler von Franz Tavella und arbeitete als Meister in der Werkstatt der Verlegerei Ferdinand Stuflesser-Petlin mit seinem Sohn Bernard (1895–1966), Schüler von Filip Noflaner.
- Siegfried Demetz-Feur (* 1868 in St. Ulrich † 1946 St. Ulrich),
- Giuani Enrich (* 1881 Buchenstein-La Pli † 1970 St. Ulrich), arbeitete in der Werkstatt von Johann Baptist Moroder, wo er auch als Meister galt. Von ihm stammt ein Relief mit der Darstellung von Christoph Kolumbus.
- Valentino Sommavilla (* 1868 in Moena † 1946 in St. Ulrich) Schüler von Ferdinand Demetz, in dessen Werkstatt er als Geselle arbeitete. Schüler von ihm waren sein Sohn Zenz und andere.
- Paul Pescosta (Schüler des Anton Runggaldier Passua (1856–1928)) arbeitete auch mit Franz Tavella und war Meister in der Werkstatt des Pepi Stuflesser Petlin.
- Jakob Adlhart d. Ä. (* 1871 in Achdorf; † 1956 in Hallein) führte eine Werkstatt in St. Ulrich wo sein Sohn Jakob Adlhart (Bildhauer) die Volksschule bis 1908 besuchte[9].
- Gottfried Moroder-Doss (* 1887 in St. Ulrich † 1972 ebenda), Schüler von Alois Anton (Levisc Antone) Insam. Seine Schüler waren die Söhne Hermann Rudy und David (sogenannt de Go).
- Rudolf Vallazza
- Hermann Moroder-Jumbierch (* 1889 in St. Ulrich † 1969 ebenda) Sohn des Josef Moroder-Lusenberg, Schüler von Rudolf und Ludwig Moroder zu Lenert. Als Geselle arbeitete er viele Jahre in der Firma Gebrüder Moroder in Offenburg. Schüler von ihm war der Sohn Hermann und viele andere. Er war Mitbegründer des Museum Gherdëina. Eines seiner Werke ist das Grabmal der Familie Martiner in St. Ulrich.
- Vinzenz Moroder-Resciesa (* 1889 in St. Ulrich † 1980 ebenda). Schüler des Luis Anton Insam und des Rudolf Moroder-Lenert. Seine Schüler waren die Söhne Vinzenz und Hansi. Mitbegründer 1920 der Ausstellung für Kunst und Kunstgewerbe in St. Ulrich. 1920–1921 schuf er die Kreuzwegstationen auf den Waldweg nach Raschötz. Er schuf auch eine große Christusfigur aus Eichenholz für den Friedhof in St. Ulrich.
- Cristl Moroder-Levigi (* 1892 in St. Ulrich † 1968 ebenda) war Schüler von Rudolf und Ludwig Moroder in der Werkstatt im Haus Lenert. Sein Schüler war der Sohn Eduard Moroder-Mureda.
- Ivan Senoner
- Luis Senoner-Tinderla (* 1892 in St. Ulrich † 1960 ebenda), war Schüler des Luis Anton Insam (Levisc Antone) und seines Vaters Luis (1865–1917). Schüler bei ihm waren die Söhne Luis, Bruno und Remo.
- Luis Kostner-da Stlujuc (* 1894 in St. Ulrich † 1974[??] ebenda), war Schüler des Vaters Luis und Lehrer seines Sohnes auch Luisl Kostner der in Florenz das „Istituto d’Arte“ besuchte und dann an der Kunstschule in St. Ulrich unterrichtete.
- Romano Stuflesser-Digon (* 1894 in St. Ulrich † 1973 ebenda), war Verzierungsbildhauer und lernte bei Josef Höglinger. In seiner Werkstatt lernten die Söhne Pepi, Romano und Hansi.
- Luis Demetz-Pilat (* 1899 in St. Ulrich † 1972 ebenda), er absolvierte die Lehre bei Vigil Dorigo und war Geselle bei Vinzenz Moroder. Seine Schüler waren die Kinder Nevin und Edith.
- Sepl Obletter-Juaut (* 1900 in St. Ulrich † 1963 ebenda). Hatte seine Lehre bei seinem Vater Josef (1873–1925) und Johann Baptist Moroder. Bei ihm lernten der Bruder Eugen und der Sohn Josef.
- Giuani Senoner-Luca (* 1900 in St. Ulrich † 1976 ebenda) Schüler des Vinzenz und Ludwig Moroder, lernte auch bei seinem Vater Luis Senoner (1870–1929), in seiner Werkstatt bildete er die Söhne Hans Pepi, Carlo, Erich und Michl aus. Er war ein begabter Christusschnitzer.
- Luis Insam-Tavela
- Caio Perathoner (dl Baga)  (* 1905 in St. Ulrich † 1965 ebenda) lernte in der Werkstatt des Vaters Ferdinand Perathoner (1871–1930), bei Josef Pitscheider und arbeitete mit Hermann Moroder-Jumbiërch zusammen. Sieben seiner Söhne wurden Bildhauer: Ferdinand, Caio, Robert, Viktor, Ulrich, Herbert und Julius. Der Sohn Bruno wurde Maler.
- Rudi Insam-Tavela (* 1908 in St. Ulrich † 1953 ebenda) lernte beim Vater LeviscAntone und seinem Bruder Luis Insam.
- Viktor Moroder (1909–1994), Bildhauer
- Rudi Moroder (de Gottfried) (* 1923 in St. Ulrich † 1958 ebenda), in der Lehre bei seinem Vater Gottfried und in der Kunstschule St. Ulrich bei Ludwig Moroder und Salvatore Li Rosi. Er ist wegen der 4,5 m hohen Alpino-Statue aus Porphyr in Bruneck (1951 errichtet und  1966  gesprengt) bekannt. 1956 stellte er auch an der Biennale di Venezia aus. Er unterrichtete in der Kunstschule Wolkenstein, starb aber noch sehr jung an den Folgen einer Kriegsverletzung.[10]
- Luis Piazza-Cudan (* 1908 in St. Ulrich † 1977 ebenda), Lehre in der Werkstatt des Vaters Johann (Giuani) Piazza und in der Kunstschule mit Ludwig Moroder und Balsamo Stella. Er selbst unterrichtete in der Kunstschule St. Ulrich. Er war Mitbegründer des Museum Gherdëina und starb bei einem Unfall beim Baumfällen. Piazza arbeitete nicht nur in Holz, sondern auch in Stein Bellerophon und malte zahlreiche Aquarelle.
- Gabriel Senoner (* 1909 in St. Ulrich  † 1978 ebenda). Lehre in der Werkstatt des Vaters Luis und des Bruders Johann (Giuani). Er hat die Söhne Oswald, Wilfried und Wilhelm ausgebildet. Der Sohn Wilfried besuchte dann die Akademie Brera in Mailand.
- Josef Mersa
- Franz Mersa (* 1909 in Brixen † 1974 ebenda). Sohn des Josef Mersa lernte er die Bildhauerei in der Werkstatt des Ludwig Moroder-Lenert. Er unterrichtete 24 Jahre lang das Modellieren in der Kunstschule Brixen. In seiner Werkstatt in Brixen bildete er viele Grödner Bildhauer aus darunter Harald Schmalzl.
- Batista Walpoth (* 1911 † 1934), bei einem Jagdunglück gestorben. Schuf mit Vinzenz Peristi den Christus von Sëurasas[11].
- Vinzenz Peristi (* 1909 † 1943).
- Tone Anderlan (* 1915 in St. Ulrich  † 1945 im Krieg gefallen)[11].
- Vigil Pescosta-Banch (* 1886 in Kolfuschg † 1981 St. Ulrich). Er lernte bei Anton Runggaldier-Passua. Für einen Hl. Petrus der das Netz wirft in Holz geschnitzt erhielt er 1925 in Paris einen Preis. Er unterrichtete 3 Jahre lang in der Kunstschule in Padua und in Monza an der Università dell'Arte.[12]
- Ferdinand Demetz.[13]
- Josef Rifesser, auch Joseph „Peppi“ Rifesser (* 1921 in St. Ulrich)
- Hans Sontheimer (1906–1981)

### Sachliteratur
- Wilhelm Moroder-Lusenberg: Die Marktgemeinde St. Ulrich in Gröden (1908). Eigenverlag, Innsbruck 1908.
- Arthur Haberlandt: Die Holzschnitzerei im Grödener Tale, Sonderabdruck aus der Vierteljahrsschrift Werke der Volkskunst, Band II, Heft 1. Kunst- und Verlagsanstalt J. Löwy, Wien 1914.[14]
- J. A.  Perathoner: Über das Alter der Grödner Holzspielwaren-Industrie. In: Der Schlern, 4. Jahrgang, 1923, 9. Heft, S. 294 (Digitalisat).
- Die Moroder, ein altladinisches Geschlecht aus Gröden-Dolomiten vom 14. bis zum 20. Jahrhundert. Ein Beitrag zur tirolischen Familienforschung. Komitee für die Drucklegung des Moroder-Stammbuches, St. Ulrich in Gröden 1980.
- Nicolò Rasmo: Gli scultori Vinazer: origini dell'attività scultorea in Val Gardena. Museum Gherdëina, St. Ulrich in Gröden 1989, 303 S. (überwiegend Illustrationen - Werkverzeichnis).
- Othmar Moroder: Das Grödner Kunsthandwerk. Eigenverlag, St. Ulrich in Gröden, Druck Fotolito Longo 1994.
- Paulina Moroder, Eugen Trapp: L lëur d’auteresc te Gherdëina, 1700–1940. Calënder de Gherdëina 2001, Union di Ladins de Gherdëina, St. Ulrich 2000, S. 72–77 (Ladinisch).
- Eugen Trapp: Kunstdenkmäler Ladiniens. Gadertal. Gröden. Fassatal. Buchenstein. Ampezzo. Verlag Istitut Cultural Ladin Micurà de Rü, San Martin de Tor 2003, ISBN 88-8171-044-7.
- Elfriede Perathoner: Grödner Krippenschnitzkunst. Folio Verlag, Wien/Bozen 2004, ISBN 978-3-85256-279-7.
- Erich Egg, Herlinde Menardi: Das Tiroler Krippenbuch. Die Krippe von den Anfängen bis zur Gegenwart. 2. Auflage. Tyrolia, Innsbruck 2004, ISBN 3-7022-2604-4.

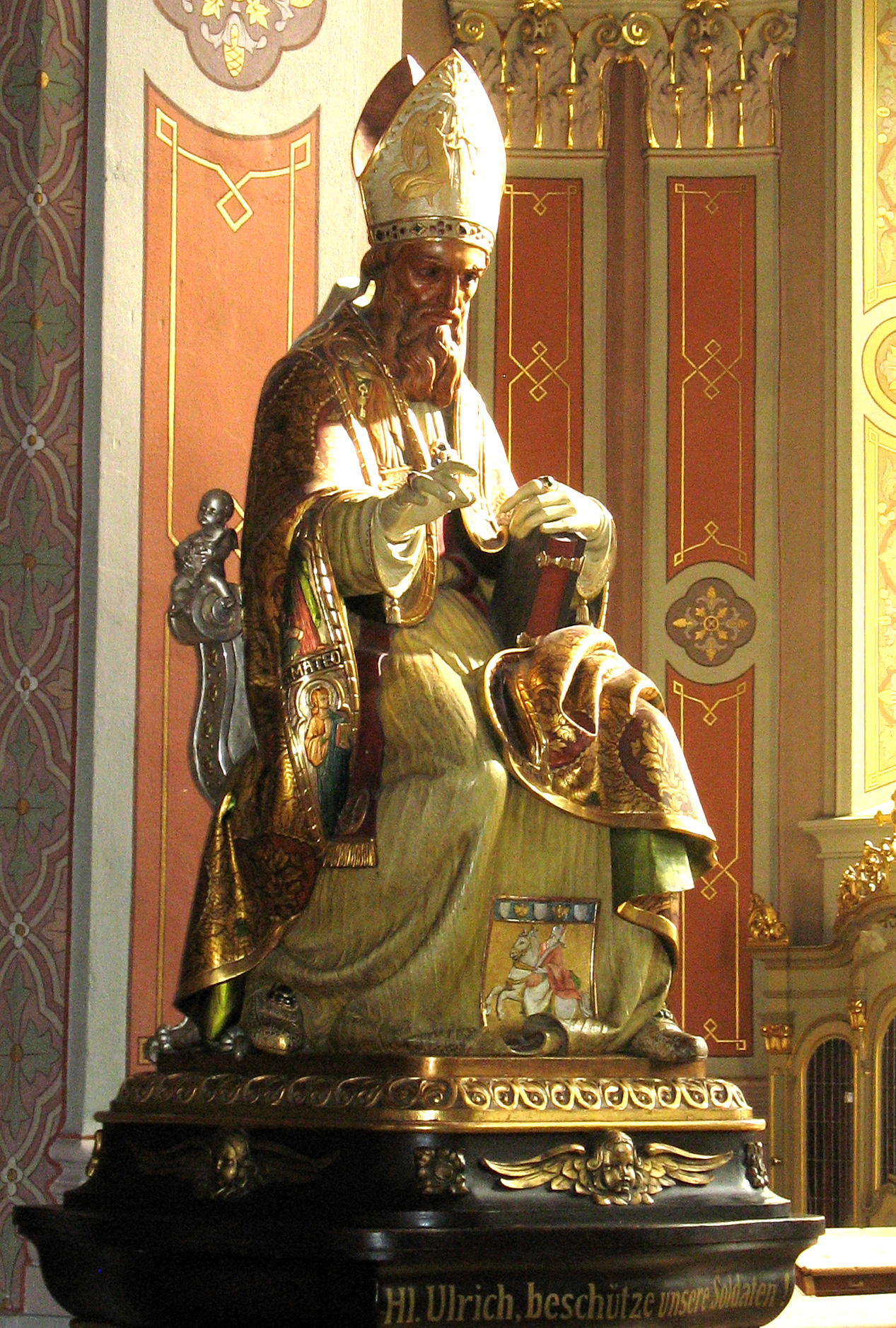
Der Heilige Ulrich von Augsburg in der Darstellung des Bildhauers Ludwig Moroder-Lenert in der Pfarrkirche in St. Ulrich in Gröden

### Belletristik
1961 schrieb der Schweizer Autor Andri Peer die bündnerromanische Kurzgeschichte L'intagliadur d'Urtischei (Der Schnitzer von St. Ulrich).